# Atentado à escola de arte de Mariupol
Em março de 2022, a Rússia bombardeou a Escola de Arte nº 12 em Mariupol, onde centenas de pessoas se abrigavam durante a invasão russa da Ucrânia.

## Precedentes
Em 24 de fevereiro, as Forças Armadas russas, trabalhando em conjunto com rebeldes pró-Rússia, cercaram a cidade portuária de Mariupol, causando pesadas baixas, pois suprimentos como alimentos, gás e eletricidade foram cortados dos habitantes locais. O prefeito de Mariupol, Sergiy Orlov, estimou que 80 a 90% da cidade foi destruída devido aos bombardeios. Em 20 de março, as autoridades locais estimaram que pelo menos 2.300 pessoas foram mortas durante o cerco até o bombardeio.

## Bombardeamento
Em 20 de março de 2022, as autoridades ucranianas anunciaram que tropas russas haviam bombardeado uma escola de arte onde cerca de 400
pessoas estavam abrigadas. A Câmara Municipal de Mariupol fez o anúncio através do serviço de mensagens instantâneas Telegram, destacando que muitos dos abrigados na escola eram mulheres, crianças e idosos. No entanto, Petro Andrusheko, assessor do prefeito de Mariupol, levantou a preocupação de que não havia um número exato de quantas pessoas estavam usando a escola como refúgio.